# Oriana Plaza Alford

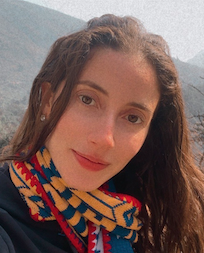
Oriana Plaza Alford

Oriana Plaza Alford (também: Oriana Plaza) é uma bailarina venezuelana e professora de ballet. É primaballerina do Ballet Municipal de Lima e directora da Alford Escuela de Ballet em Lima.

## Biografia
Oriana Plaza Plaza Alford nasceu em Caracas, Venezuela. Começou a dançar aos seis anos de idade e frequentou a Escola de Ballet María Teresa Alford em Barquisimeto, onde foi ensinada pela sua mãe, a bailarina María Teresa Alford. Frequentou a escola no Colegio 19 de Abril de la U.E. e no Colegio Madre Matilde em Caracas. Em 2006, ela recebeu uma bolsa de estudo para a Academia Nina Novak em Caracas, onde foi ensinada pela bailarina polaco-venezuelana prima, coreógrafa, directora de ballet e professora de ballet Nina Novak (1923–2022). Completou a sua formação como bailarina profissional com a idade de catorze anos. Plaza Alford é também bolseira do Ajkun Ballet Theatre, da Escola de Rock para a Educação da Dança em Filadélfia (EUA) e vencedora de vários concursos. Ela é finalista no concurso Youth America Grand Prix, entre outros.
Plaza Alford foi membro do Teatro Teresa Carreño em Caracas, Venezuela, e a partir de 2012 membro da Atlantic City Ballet Company (sob a direcção de Phyllis Papa). Desde 2014 que é membro do Ballet Municipal de Lima (sob a direcção de Lucy Telge).
Oriana Plaza Alford tem uma ampla presença internacional. Entre outros, foi convidada a participar na Gala Centenária Alicia Alonso de renome internacional em 2021, dançando nos mais importantes teatros e auditórios de Espanha. A gala começou no Teatro Auditório de San Cugat, seguida de uma digressão com paragens entre outros no Teatro Principal de Zaragoza, Teatro Romea de Murcia, Teatro Principal de Alicante, Teatro EPD Gran Vía de Madrid, Teatro Calderón de Valladolid, Teatro Falla de Cádiz, Teatro Cervantes de Málaga, Gran Teatro de Córdoba, Teatro auditório El Greco de Toledo e no Palacio de Festivales de Santander.
Em 2020, Oriana Plaza Alford abriu a sua própria escola de ballet em Lima, Peru, a Alford Escuela de Ballet, na qual dirige e também ensina pessoalmente.